# Die sieben Schwanen

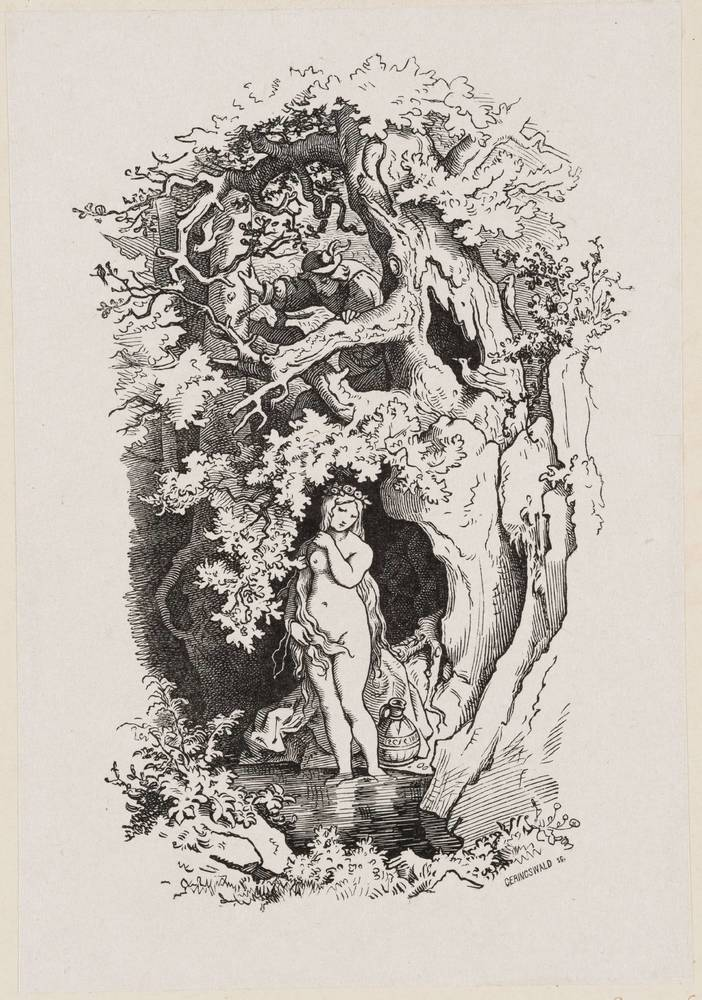
Holzschnitt, Ludwig Richter

Die sieben Schwanen ist ein Märchen (AaTh 707, 451). Es steht in Ludwig Bechsteins Deutsches Märchenbuch an Stelle 54 (1845 Nr. 62) und stammt aus der Zeitschrift Altdeutsche Blätter, 1836.

## Inhalt

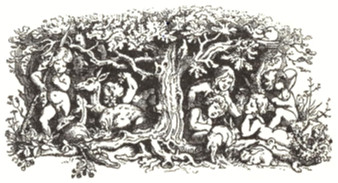
Holzschnitt, Ludwig Richter

Ein junger Ritter jagt eine weiße Hirschkuh und findet an einem Fluss eine schöne Jungfrau mit einer Goldkette, die nimmt er ihr ab und führt sie als Braut heim. Doch seine Mutter hasst sie, nimmt ihr die sieben neugeborenen Kinder und legt dafür Hunde hin. Ein Diener soll die Kinder im Wald töten, bringt es aber nicht fertig und lässt sie dort. Die Schöne wird bis zur Brust eingegraben, kriegt nur Hundefutter, über ihr ein Waschbecken, alle trocknen sich an ihrem Haar die Hände, sieben Jahre lang. Einmal sieht der Ritter im Wald die Kinder mit ihren Goldketten. Seine Mutter erschrickt, der Diener muss sie suchen und die Ketten einschmelzen lassen. Das gelingt dem Goldschmied nur mit einer. Ohne die Ketten müssen die Söhne Schwäne bleiben. Am Bergsee lässt der Ritter sie füttern. Ihre Schwester bettelt und teilt mit ihrer Mutter. Sie kennen sich nicht, aber ähneln sich so, dass der Ritter das Kind erzählen lässt. Seine Mutter versucht noch, es vom Diener töten zu lassen, wird selbst in das Loch gesteckt, die Schwäne erlöst, außer einem, von ihm finde man „in manchem Buche viel sonderliche Abenteuer beschrieben.“

## Herkunft

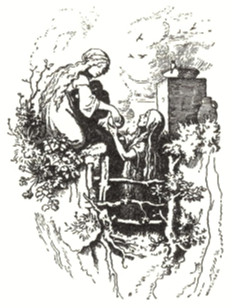
Holzschnitt, Ludwig Richter

Bechstein nennt die Quelle, eine Handschrift aus Leipzig, veröffentlicht in Altdeutsche Blätter. Er übertrug den Text in heute lesbares Deutsch, beließ wenige altertümlich klingende Wörter wie „also edel und rein“ bzw. fügte ein, sie „war aber hülflos“. Der Ritter „sah die Ähnlichkeit mit seiner Frau und sah auch an ihrem Hals das güldne Kettlein“ (Original: erkante etliche czeychen an yr und wart och gewar der gülden ketten an yrem halse) – „Mein liebes Kind, sage mir, von wannen bist du und von wannen kömmst du her?“ (myn lybes kynt, sage myr, von wannen bist du unde von wannen kümmestdu her?). Auch Bechsteins Titel Die sieben Schwanen klingt altertümlich. Die Textvorlage schloss mit einem Zwölfzeiler über Tugend und Falschheit. Die Herausgeber Moriz Haupt und Heinrich Hoffmann merkten an: „Ein Theil der Geschichte des chevalier au cigne; vgl. Görres Lohengr. LXXIII – LXXVI, deutsche Sagen der Br. Grimm 2, 291 und die Hausmärchen derselben 3, 87.“ Vgl. Bechsteins Die sieben Raben, Die Hexe und die Königskinder, Die Knaben mit den goldnen Sternlein, Grimms Die sechs Schwäne, De beiden Künigeskinner, zur Goldkette Basiles Die beiden kleinen Kuchen, Straparolas Ancilotto (Ergötzliche Nächte, 8). Die unvollständige Erlösung ist eher ein Sagenmotiv.
Märchen von Schwankindern sind in allen Verschriftlichungen mit der Schwanenrittersage verknüpft, zuerst in Johannes de Alta Silvas Dolopathos (um 1200). Vorliegender, von Bechstein verwendeter Text des 14. Jahrhunderts beruht auf Herbert de Paris’ französischer Übersetzung Li Romans de Dolopathos (1210/30).
Die Darstellung der nackten Frau brachte Ludwig Richter Kritik ein: „auch raisonieren die Buchhändler u. andre ehrliche Leute über das nakte Weibsbild, welches vom Ritter belauscht wird, u. mir grade ein gelungenes Bildchen erscheint, u. ich denke auch nichts lüsternes hat. Aber bedekte Lüsternheit finden die Leute schön, nakte Schönheit unanständig.“ Geändert wurde nichts.
Die moderne Märchensammlung Die ältesten Märchen Europas greift mit Die sieben Schwäne offenbar auf Bechstein oder eine verwandte Fassung zurück.

## Literatur

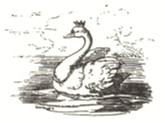
Holzschnitt, Ludwig Richter